# Рид Ричардс (киноперсонаж, 2015)
Рид Ри́чардс (англ. Reed Richards) — персонаж супергеройского фильма «Фантастическая четвёрка» Джоша Транка от студии 20th Century Fox, основанный на одноимённом супергерое Marvel Comics, созданном сценаристом Стэном Ли и художником Джеком Кирби. Роль Ричардса исполнил Майлз Теллер.
Рид Ричардс — вундеркинд, который в тайне от всех после школы изучал в своём гараже глубочайшие секреты вселенной. Подвергнувшись трансформации во время одного из своих экспериментов он обрёл способность придавать своему телу невозможные формы и растягивать его в невероятную длину.

## Создание образа

### Первое появление персонажа
Впервые герой появился в The Fantastic Four #1 (Ноябрь 1961) и был создан сценаристом Стэном Ли и художником Джеком Кирби. Он был одним из главных героев серии комиксов о Фантастической четвёрке. Ли заявил, что персонаж был основан на Пластичном человеке из DC Comics, который не имел своего аналога в Marvel.
Первое появление Рида Ричардса в кино состоялось в так и не вышедшем фильме «Фантастическая четвёрка» Роджера Кормана, где его сыграл Алекс Хайд-Вайт. В дилогии Тима Стори роль Мистера Фантастика исполнил Йоан Гриффит.

### Кастинг и исполнение
На роль Рида Ричардса рассматривались Кит Харингтон, Ричард Мэдден и Джек О’Коннелл. 19 февраля 2014 года 20th Century Fox официально анонсировала, что Мистера Фантастика сыграет Майлз Теллер. Молодого Ричардса сыграл Оуэн Джадж, а Фернандо Ривера воплотил образ персонажа в момент маскировки.
Перед началом съёмок «Фантастической четвёрки» компания 20th Century Fox объявила о разработке сиквела, премьера которого была запланирована на 14 июля 2017 года. Тем не менее, из-за негативных отзывов рецензентов и кассового провала судьба фильма оставалась под вопросом. В мае 2016 года продюсер Саймон Кинберг подтвердил своё намерение снять «Фантастическую четвёрку 2» с тем же актёрским составом, в то время как Теллер был заинтересован в возвращении к роли Рида Ричардса. Кроме того, планировалось камео членов Фантастической четвёрки в картине «Дэдпул 2» 2018 года. 14 декабря 2017 года The Walt Disney Company согласовала сделку в $52,4 млрд по покупке 21st Century Fox, включая права на «Фантастическую четвёрку» от 20th Century Fox. Генеральный директор Disney Боб Айгер заявил, что Marvel Studios планирует интегрировать Фантастическую четвёрку наряду с Людьми Икс и Дэдпулом в свою киновселенную.

### Характеризация
В интервью с IGN исполнитель роли Рида Ричардса Майлз Теллер поделился первыми впечатлениями о своём персонаже: «Когда я читал сценарий, у меня не сложилось впечатления будто я читаю грандиозную, невероятную историю о супергероях. Все они [персонажи] весьма человечные люди, которым только предстоит стать той самой Фантастической четвёркой. Поэтому для меня это была действительно хорошая история, которая дала мне возможность сыграть сыграть несвойственную для меня роль и это основная причина моего участия».

### Визуальные эффекты
Компания Weta Digital отвечала за создание визуализации растягивания Рида Ричардса. Специалист по визуальным эффектам Кевин Смит отметил, что перед командой стояла задача «попытаться сохранить персонажа человеком». Поскольку сотрудники Weta Digital намеревались сделать растянутую кожу более реалистичной, конечности Ричардса удлинялись по большей части между суставами. Таким образом можно было увидеть важные части анатомии, такие как локти и бицепсы.

## Биография

### Ранние годы
Рид Ричардс родился одарённым ребёнком, который с ранних лет грезил о создании телепортирующего устройства. Тем не менее, близкие в лице матери и отчима, а также школьный учитель и одноклассники скептически относились к инновационным проектам и интересу к науке в целом. Единственным поверившим в него человеком был одноклассник Рида по имени Бен Гримм, который стал для него не только компаньоном, но и лучшим другом.

### Мутация, бегство и основание Фантастической четвёрки
Во время научной ярмарки в старшей школе «челнок киматического вещества» привлёк внимание доктора Франклина Шторма, который наблюдал за демонстрацией телепорта вместе со своей дочерью Сьюзан Шторм. Доктор Шторм предложил Ричардсу стипендию в Фонде Бакстера, институте для одарённой молодёжи. Бен отказался последовать за ним, посчитав себя неподходящим для подобного заведения.
Приступив к работе над Квантовыми вратами вместе со Сьюзан и другими учёными, Рид познакомился с её сводным братом Джонни, помогающим в проведении эксперимента в качестве наказания и Виктором фон Думом, принимавшим участие в ранних исследованиях нового измерения. Некоторое время спустя, по результатам успешной демонстрации Квантовых врат и перемещению подопытной обезьяны в альтернативное измерение, получившее название Планета 0, инвесторы заявляют о намерении привлечь к участию в проекте сотрудников НАСА. Оскорблённые тем фактом, что на Планету 0 отправятся не они сами, Рид, Виктор и Джонни, находясь под воздействием алкоголя, решают провести несанкционированный запуск. Перед этим Рид звонит Бену и приглашает его присоединиться, утверждая, что тот стоял у истоков Квантовых врат. Оказавшись на Планете 0 вместе с Беном, Виктором и Джонни, Рид подвергается воздействию наполняющей измерение «живой энергии», мощный всплеск которой приводит к образованию энергетической бури. В то время как Виктор срывается с обрыва и погружается в энергию, Риду, Бену и Джонни удаётся вернуться домой, однако они попадают в эпицентр бури, наряду со Сьюзан, пытавшейся вернуть их обратно. Придя в себя, Рид обнаруживает, что его тело стало сверхгибким, а сам он приобрёл способность растягиваться. Став свидетелем произошедших с его товарищами перемен, в особенности с Беном, который превратился в каменное чудовище, Рид, пообещав последнему вернуть его в нормальное состояние, сбегает из лаборатории.
Более года Рид находится в подполье, действуя под псевдонимом «Капитан Немо». Это позволяет Сьюзан обнаружить его местоположение, после чего правительство отправляет Гримма захватить Ричардса, чтобы привлечь его к воссозданию Квантовых врат. Понимая, что только так он сможет заслужить свободу как для себя, так и для Сью, Джонни и Бена, Рид идёт на сотрудничество. Оказавшиеся на Планете 0 исследователи обнаруживают выжившего Виктора, тело которого срослось с его скафандром. Тем не менее, за это время Виктор развивает глубокую ненависть к человечеству и, оказавшись на Земле, заявляет о своём намерении оградить свой новый мир от чужаков. Он убивает военных и учёных, включая Франклина Шторма, и перемещается обратно на Планету 0, открывая поглощающую Землю червоточину. Рид, Сьюзан, Джонни и Бен следует за ним в другой мир, где, объединив усилия и действуя как одна команда, бросают его в уничтожающее энергетическое поле. Вернувшись на Землю, они отстаивают у правительства автономность и получают в распоряжение новую лабораторию. Когда поднимается вопрос о названии команды, Рид приходит к выводу, что наилучшим будет «Фантастическая четвёрка».

## Критика
Джейк Уилсон из The Sydney Morning Herald назвал Теллера «самым убедительным актёром в причудливой истории происхождения Фантастической четвёрки». Тодд Маккарти из The Hollywood Reporter оценил игру Теллера в первой половине фильма, однако затем выразил мнение, что потенциал актёра и его коллег по съёмочной площадке был потрачен впустую. В своей рецензии для Screen Daily Тим Грирсон назвал Теллера лучшим актёром из основного каста, отметив, что тому удаётся «умело сыграть вызывающего симпатию ботаника, который затем становится лидером банды мутантов», в то же время критикуя роль Рида Ричардса в качестве персонажа, отвечающего за «экспозицию зловещего плана Доктора Дума». С другой стороны, Джеймс Берардинелли посетовал на отсутствии химии между Теллером и Марой и неправдоподобность дружбы Ричардса и Гримма.

### Награды и номинации
| Год  | Фильм                     | Награда         | Категория                                                                  | Результат | Примечания |
| ---- | ------------------------- | --------------- | -------------------------------------------------------------------------- | --------- | ---------- |
| 2015 | «Фантастическая четвёрка» | CinemaCon Award | Награда ансамблю (с Джейми Беллом, Кейт Марой и Майклом Б. Джорданом)      | Победа    | [ 21 ]     |
| 2016 | «Фантастическая четвёрка» | Razzie Award    | Худшее экранное комбо (с Джейми Беллом, Кейт Марой и Майклом Б. Джорданом) | Номинация | [ 21 ]     |